# كلارا بريت مارتن
كلارا بريت مارتن هي محامية كندية، ولدت في 25 يناير 1874 في تورونتو في كندا، وتوفيت في 30 أكتوبر 1923.